# OpenAM
Az OpenAM egy nyílt forráskódú hozzáférés kezelő, jogosultságkezelő és federációs szerver platform.
2010 februárjában a ForgeRock bejelentette hogy folytatni fogja az Sun-féle OpenSSO fejlesztését és támogatását, miután az Oracle nem folytatja a projekt fejlesztését. ForgeRock átnevezte a terméket OpenAM-re mivel az Oracle fenntartja a jogot az OpenSSO névre.
A ForgeRock bejelentette továbbá, hogy folytatni fogja a Sun Microsystems eredeti fejlesztési terve szerinti verziók kiadást.

## Képességek
- Hitelesítés (autentikáció) -  digitális identitás ellenőrzése
- Engedélyeztetés (autorizáció) - kikényszeríti a hálózati erőforrások hozzáférési házirendjének alkalmazását
- Webes egységes bejelentkezés (SSO)
- Federációs identitás

## OpenAM verziók kiadása
A ForgeRock OpenAM verziói egyenértékűek a Sun OpenSSO Enterprise verzióival. Teljes támogatás a kiadott patch-eken keresztül érhető el.

## OpenSSO pillanatkép verziók
A ForgeRock pillanatkép változatai egyenértékűek a Sun OpenSSO Express verzióival. Teljes támogatás elérhető a hibajavításokkal, amelyek az éjszakai fordítások  (nightly build-ek) eredményeit tartalmazzák.

## Fordítás
- Ez a szócikk részben vagy egészben  az   Open AM című angol Wikipédia-szócikk ezen változatának fordításán alapul.  Az eredeti cikk szerkesztőit annak laptörténete sorolja fel. Ez a jelzés csupán a megfogalmazás eredetét és a szerzői jogokat jelzi, nem szolgál a cikkben szereplő információk forrásmegjelöléseként.